# Karol Miller
Karol Miller, noto anche come Miller Zaklika (Częstochowa, 26 ottobre 1835 – Varsavia, 24 dicembre 1920) è stato un pittore polacco.

## Biografia

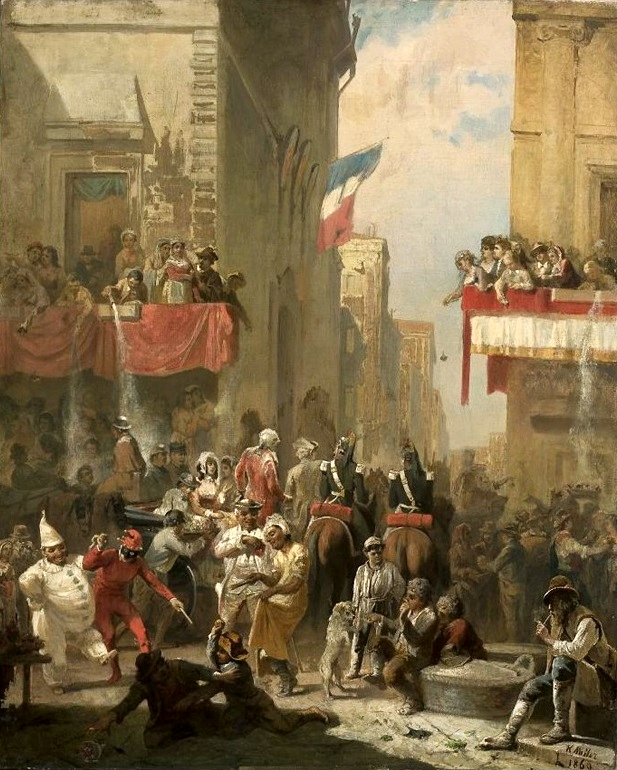
Carnevale a Roma sul Corso dal 1869

Miller fra figlio di Karol e di Marianna (nata Gryczmański).  Studiò alla Scuola di Belle Arti di Varsavia con i professori Rafał Hadziewicz e Marcin Zaleski. Nel 1862, come premi per la composizione "Leszek Biały e Goworek", ricevette una medaglia d'oro, un brevetto di pittore di 14º grado e una borsa di studio triennale per un viaggio di studio a Roma. 
Dopo il ritorno dall'Italia, l'artista aprì uno studio in ul. Miodowa 3, a Varsavia. Durante questo periodo, produsse diversi disegni per il settimanale polacco "Kłosy", quali "Vedute di Roma", "Monterella, Monastero presso Roma", "Vedute di Szczawnica". Nel suo studio, il pittore creò, inoltre, una serie di litografie di ritratti che mostrano, tra gli altri: Karol Estreicher, Tadeusz Korzon, Zygmunt Gloger, Helena Modrzejewska, Wincenty Rapacki, Salomea Palińska-Kenigowa. Nel 1876 Karol Miller partecipò all'esposizione internazionale di Filadelfia. 
Morì il 24 dicembre 1920 a Varsavia.